# 牛奶河 (亞伯達—蒙大拿)
牛奶河位於美國蒙大拿州及加拿大亞伯達省，長約729英里（1,173），是密蘇里河其中一條支流。牛奶河發源於洛磯山脈，河流流量偏低。它先後兩度流經美加邊界，最終在蒙大拿州的佩克堡以東與密蘇里河匯合。
牛奶河的流域包括美國蒙大拿州、加拿大亞伯達省及薩斯喀徹溫省。根據加拿大牛奶河流域委員會（Milk River Watershed Council Canada）的數據，牛奶河的流域面積為23,800平方英里（61,642平方公里），其中2,510平方英里（6,500平方公里）位於亞伯達省，5,769平方英里（14,942平方公里）位於薩斯喀徹溫省，其餘15,521平方英里（40,199平方公里）則位於蒙大拿州。

## 歷史
牛奶河由路易斯與克拉克遠征的其中一名領隊、美國探險家梅里韋瑟·路易斯所命名，而他在日記內這樣寫道：
這條河的河水有著奇特的白色，大概是一杯茶和一湯匙牛奶混合後的的顏色。從河水的顏色，我們稱之為牛奶河。
河水的白色外觀是由水中懸浮的粘土和淤泥引起的。亞伯達省南部牛奶河流域沿岸有著不同的地層組，例如是福莫斯特組、老人組及恐龍公園組，而這些富含軟粘土的岩石因侵蝕作用而變成細顆粒狀的沉積物，並堆積在河內。
在路易斯安那購地後、路易斯等人前往當地考察時，牛奶河流域早已合法地屬於美國。但是在1818年美英兩國所簽署的條約內，美國的談判代表以北緯49度以北的一部分牛奶河流域，向英方交換當時屬於英屬北美的一部分雷德河流域。
1908年，為了澄清印第安保留地的水權問題，牛奶河的水域成為了美國最高法院其中一宗案件，此案後來被稱為溫特斯訴美國案（207 U.S. 564 (1908)）。

## 流向
牛奶河發源於蒙大拿州冰川縣附近的牛奶河南汊及中汊的匯合處。而這兩條分別長約30英里（48）及20英里（32）的南汊及中汊則是發源於洛磯山脈，在冰川國家公園以東、黑腳印地安保留區內。河水會往東北方向東流入加拿大的亞伯達省南部，並與牛奶河的北部支流匯合，然後流經米爾克里弗及省立石刻公園。河水其後會往東南方流動，跨越美加邊界後再度流入蒙大拿州，並流經弗雷斯諾水壩、哈佛及貝克那城堡印地安保留區的北部，最終在佩克堡以東與密蘇里河合流。

## 流量
牛奶河的河流流量主要取決於春季融雪和附近山麓丘陵地區的降雨量，因此在作為水源時不如鄰近的聖瑪麗河可靠。為了穩定水流量，美國政府在1917年興建了聖瑪麗運河，並利用虹吸管把水由聖瑪麗河引流至牛奶河的北汊。另外，美國和加拿大根據1909年簽訂的《英（加）美邊界水資源條約》成立了國際聯合委員會，而委員會則按照該條約及1921年通過的IJC命令，為聖瑪麗河和牛奶河流域的河水的測量和分配工作提供指導。
2020年5月，聖瑪麗運河發生坍塌，切斷了流向加拿大部分地區和蒙大納州東部大部分地區的農場和城鎮的河水供應。蒙大拿州政府官員表示，他們也許能夠在秋天之前完成修復工作，但在此之前居民需要節約用水。鑑於結構倒塌，亞伯達省向米爾克里弗提供了額外的資金，以增加該鎮的儲水量。